# Центральний науково-дослідний геологорозвідувальний інститут
Центральний науково-дослідний геологорозвідувальний інститут, ЦНДГРІ (рос. Центральный научно-исследовательский геологоразведочный институт, ЦНИГРИ) — державний науково-дослідний геологічний заклад у СРСР у 1931—1939 роках. Створений на базі Геологічного комітету для комплексного вивчення надр на території СРСР.

## Історія
Геологічний комітет (Геолком), перша державна геологічна установа в Росії, був створений в 1882 році. У 1912—1916 роках у Санкт-Петербурзі звели нову будівлю для Геологічного комітету. Наприкінці 1928 року ухвалили рішення про реорганізацію Геолкому, яке, з одного боку, передбачало децентралізацію управління геологорозвідувальними та геологознімальними роботами на місцях, а з другого — поділ науково-дослідних та адміністративних функцій. Це було частиною плану влади щодо розгрому старої науки.
У січні 1930 року Геолком скасували, функції координації та планування геологорозвідувальних робіт передали Головному геологорозвідувальному управлінню в Москві (ГГРУ), а відділення перетворили на районні геологорозвідувальні управління, на які покладали проведення геологознімальних, пошукових та розвідувальних робіт.
Залишені в Ленінграді науково-дослідні підрозділи Геолкому й далі діяли як окремі галузеві наукові установи: Інститут геологічної кари, Інститут кольорових металів, Інститут чорних металів, Інститут неметалевих корисних копалин, Інститут вугілля, Інститут підземних вод, Інститут геофізики, Інститут нафти, Буровий трест, Центральна хімічна лабораторія, Геологорозвідувальний музей та бібліотека, а також 12 районних геологорозвідувальних управлінь (РГРУ).
У квітні 1931 їх були знову об'єднали (крім нафтового інституту) в єдиний інститут під назвою Центральний науково-дослідний геологорозвідувальний інститут (ЦНДГРІ).
У 1939 році ЦНДГРІ перейменували на Всесоюзний науково-дослідний геологічний інститут (рос. Всесоюзный научно-исследовательский геологический институт, ВСЕГЕИ). З 1946 року інститут став головним у Міністерстві геології СРСР.

## Керівництво
Директори ЦНДГРІ:
- 1931 — Зорабян
- 1932 — Язиков
- 1934 — Т. Т. Литвинов
- 1934 — Худяков
- 1936 — П. М. Нікітін
- 1937 — М. Литвинов
- 1938 — Д. Ф. Масленніков